# Список переименованных населённых пунктов Республики Марий Эл
В данном списке приведены населённые пункты, расположенные согласно современному административно-территориальному делению в Марий Эл, название которых изменялось.

## В
- Басурманская (1594, деревня) → Богородицкое (XVII век, село) → Владимирское (XVIII век)[1]
- Лопатино (рабочий посёлок) → Волжск (1940, город)[2]

## Д
- Княжна → Данилово (1967, деревня)[3]

## З
- Подборная → Загуры (1999, деревня)[4]
- Дом инвалидов → Залесный (2011, посёлок)[5]

## Й
- Царевококшайск (1584) → Краснококшайск (1919) → Йошкар-Ола (1927)[6]

## К
- Русские Килемары (деревня) → Килемары (1905, село; посёлок городского типа с 1984)[7]
- Токтарсола → Кокшародо (1929, деревня)[8]
- Лягушкино → Красная Горка (1940, деревня)[9]
- Илеть → Красногорский (1939, посёлок городского типа)[10]
- Митькино → Краснооктябрьский (1951, посёлок городского типа)[11]
- Кужеры → Красный Стекловар (1938, посёлок городского типа)[12]
- Сталинградский (лесоучасток) → Куплонгинский (1950-е, посёлок)[13]

## О
- Пимъял → Озерки (начало XX века, деревня)[14]

## П
- Подгорный (околоток) → Подгорные Шари (начало XX века, деревня)[15]

## Р
- Лаврасола → Речная (1952, деревня)[16]
- Малые Шои (починок) → Русские Шои (середина XIX века, деревня; село с 1864)[17]

## У
- Тумер → У Тумер (1960, деревня)[18]

## Ч
- Средний Карамас → Чодыраял (начало XIX века) → Чодраял (2014, деревня)[19]

## Ш
- Дальнее Кузнецово → Шоя-Кузнецово (конец XIX века, деревня)[20]

## Я
- 26-й км Горьковской железной дороги (населённый пункт) → Яльчикский (1973, посёлок)[21]

## Источник
- Е. М. Поспелов. Имена городов: вчера и сегодня (1917—1992): Топонимический словарь. — Москва: Русские словари, 1993. — 249 с.